# 브라이트 컴퓨팅
브라이트 컴퓨팅(Bright Computing, Inc.)은 온프레미스 데이터 센터와 퍼블릭 클라우드에서 고성능 (HPC) 클러스터, 쿠버네티스 클러스터, 오픈스택 프라이빗 클라우드를 배포하고 관리하는 소프트웨어 개발사이다.

## 역사
브라이트 컴퓨팅은 2009년 마테이스 반 리우벤(Matthijs van Leeuwen)이 설립했으며, 그는 알렉스 니나베르(Alex Ninaber), 아리안 사우어(Arijan Sauer)와 공동 설립한 클러스터비전(ClusterVision)에서 이 회사를 분사시켰다. 알렉스와 마테이스는 영국의 컴퓨시스(Compusys)에서 함께 일했는데, 컴퓨시스는 HPC 클러스터를 상업적으로 구축한 최초의 회사 중 하나였다. 그들은 기성 하드웨어 부품과 오픈 소스 소프트웨어를 자체 맞춤형 스크립트와 결합하여 슈퍼컴퓨터 클러스터를 구축하고 관리하는 시장이 성장하고 있음을 확인한 후, 2002년 컴퓨시스를 떠나 네덜란드에 클러스터비전을 설립했다. 클러스터비전은 또한 대학 및 정부 기관에 HPC 클러스터에 대한 납품 및 설치 지원 서비스를 제공했다.
2004년 마르테인 드 프리스(Martijn de Vries)가 클러스터비전에 합류하여 클러스터 관리 소프트웨어 개발을 시작했다. 이 소프트웨어는 2008년 ClusterVisionOS v4라는 이름으로 고객에게 제공되었다.
2009년 브라이트 컴퓨팅은 클러스터비전에서 분사되었다. ClusterVisionOS는 Bright Cluster Manager로 이름이 변경되었고, 반 리우벤은 브라이트 컴퓨팅의 CEO로 임명되었다.
2016년 2월, 브라이트는 빌 와그너(Bill Wagner)를 최고경영자로 임명했다. 마테이스 반 리우벤은 최고전략책임자(CSO)가 되었으며, 이후 2018년 회사 및 이사회에서 물러났다.
2022년 1월 브라이트는 엔비디아에 인수되었다. 엔비디아는 브라이트의 암스테르담 시설을 개발 센터로 활용할 것이라고 언급했다.

## 고객사
초기 고객사로는 보잉, 샌디아 국립 연구소, 버지니아 공과대학교, 휴렛 팩커드, NSA, 드렉셀 대학교 등이 있었다. 많은 초기 고객들은 SICORP, 크레이, 델, Advanced HPC 등 리셀러를 통해 유입되었다.
2019년 현재, 이 회사는 50개 이상의 포춘 500 기업을 포함하여 700개 이상의 고객을 보유하고 있다.

## 제품 및 서비스
Bright Cluster Manager for HPC는 고객이 완전한 클러스터를 배포하고 관리할 수 있도록 해준다. 이 소프트웨어는 하드웨어, 운영 체제, HPC 소프트웨어 및 사용자를 관리한다.
2014년, 이 회사는 오픈스택 기반 프라이빗 클라우드 인프라를 배포, 프로비저닝 및 관리하는 소프트웨어인 Bright OpenStack을 발표했다.
2016년, 브라이트는 제품과 함께 여러 머신러닝 프레임워크와 관련 도구 및 라이브러리를 번들로 제공하기 시작하여, 브라이트 클러스터에서 머신러닝 워크로드를 매우 쉽게 시작하고 실행할 수 있도록 했다.
2018년 12월, 버전 8.2가 출시되었으며, 이는 ARM64 아키텍처 지원, 여러 지리적 위치에 걸쳐 분산된 클러스터를 구축하기 위한 엣지 기능, 개선된 워크로드 회계 및 보고 기능, 그리고 쿠버네티스와의 브라이트 통합에 대한 많은 개선 사항을 도입했다.
Bright Cluster Manager 소프트웨어는 OEM 리셀러인 델과 HPE를 통해 자주 판매된다.
브라이트 컴퓨팅은 소프트웨어 매거진 및 야후! 파이낸스 등 여러 출판물에서 다루어졌다.

## 수상
2016년, 브라이트 컴퓨팅은 유럽 연합 집행위원회로부터 호라이즌 2020 SME 인스트루먼트(Horizon 2020 SME Instrument) 보조금 150만 유로를 받았다.
브라이트 컴퓨팅은 제출된 960개의 제안서 중 단 33개만이 선정된 보조금 수혜 기업 중 하나였다. 해당 분야에서는 260개 중 5개만이 선정되었다.
- 2015년 HPCwire 편집자 선정 "최고의 HPC 클러스터 솔루션 또는 기술"상[27]
- Main Software 50 "최고 성장"상 수상, 2013[28]
- 딜로이트 Technology Fast50 "라이징 스타 2013"상 수상[29]
- Bio-IT World Conference & Expo ‘13, 보스턴, 매사추세츠주, "최고의 쇼 상" 프로그램의 "IT 하드웨어 및 인프라" 부문 수상[30]
- 레드 헤링 글로벌 톱 100 어워드, 2013[31]